# Campbellsport
Campbellsport é uma vila localizada no estado norte-americano de Wisconsin, no Condado de Fond du Lac.

## Demografia
Segundo o censo norte-americano de 2000, a sua população era de 1913 habitantes.
Em 2006, foi estimada uma população de 1927, um aumento de 14 (0.7%).

## Geografia
De acordo com o United States Census Bureau tem uma área de
3,0 km², dos quais 3,0 km² cobertos por terra e 0,0 km² cobertos por água. Campbellsport localiza-se a aproximadamente 313 m acima do nível do mar.

## Localidades na vizinhança
O diagrama seguinte representa as localidades num raio de 20 km ao redor de Campbellsport.